# (38262) 1999 RB20
1999 RB20 (asteroide 38262) é um asteroide da cintura principal. Possui uma excentricidade de 0.16562460 e uma inclinação de 4.04972º.
Este asteroide foi descoberto no dia 7 de setembro de 1999 por LINEAR em Socorro.